# Zvekovac
Zvekovac – wieś w Chorwacji, w żupanii zagrzebskiej, w gminie Dubrava. W 2011 roku liczyła 193 mieszkańców.